# Primi ministri della Tanzania
I primi ministri della Tanzania a partire dal 1972 (istituzione della carica) sono i seguenti.

## Lista
| Primo ministro | Primo ministro | Primo ministro    | Partito             | Mandato          | Mandato          |
| Primo ministro | Primo ministro | Primo ministro    | Partito             | Inizio           | Fine             |
| -------------- | -------------- | ----------------- | ------------------- | ---------------- | ---------------- |
|                |                | Rashidi Kawawa    | Chama Cha Mapinduzi | 17 febbraio 1972 | 13 febbraio 1977 |
|                |                | Edward Sokoine    | Chama Cha Mapinduzi | 13 febbraio 1977 | 7 novembre 1980  |
|                |                | Cleopa Msuya      | Chama Cha Mapinduzi | 7 novembre 1980  | 24 febbraio 1983 |
|                |                | Edward Sokoine    | Chama Cha Mapinduzi | 24 febbraio 1983 | 12 aprile 1984   |
|                |                | Salim Ahmed Salim | Chama Cha Mapinduzi | 24 aprile 1984   | 5 novembre 1985  |
|                |                | Joseph Warioba    | Chama Cha Mapinduzi | 5 novembre 1985  | 9 novembre 1990  |
|                |                | John Malecela     | Chama Cha Mapinduzi | 9 novembre 1990  | 7 dicembre 1994  |
|                |                | Cleopa Msuya      | Chama Cha Mapinduzi | 7 dicembre 1994  | 28 novembre 1995 |
|                |                | Frederick Sumaye  | Chama Cha Mapinduzi | 28 novembre 1995 | 30 dicembre 2005 |
|                |                | Edward Lowassa    | Chama Cha Mapinduzi | 30 dicembre 2005 | 7 febbraio 2008  |
|                |                | Mizengo Pinda     | Chama Cha Mapinduzi | 9 febbraio 2008  | 5 novembre 2015  |
|                |                | Kassim Majaliwa   | Chama Cha Mapinduzi | 20 novembre 2015 | in carica        |